# Плеј радио
Плеј (изворно Play) је београдска радио-станица која је 9. јула 2015. наследила радија Б92. У склопу је телевизије Б92 и Прва. У програмској шеми радија налазе се домаћа и страна поп, фолк и рок музика као и информативни програм.

## Емисије
- Плеј јутро са Уном и Зораном
- Вести